# Little Big
Little Big é uma banda rave e pop punk originária da São Petersburgo, Rússia. A banda é formada pelo músico e blogueiro Ilya Prusikin, pela cantora Sonya Tayurskaya e pela produtora musical Alina Pyazok.
A banda é mais conhecida pela música Skibidi lançada em 2018.
Little Big representará seu país no Festival Eurovisão da Canção 2020 em Roterdão (Países Baixos).
Após a invasão russa na Ucrania, Ilya declarou repudio à guerra e deixou a Russia, seguido por Sonya Tayurskaya, passando a viver em Los Angeles.
Em junho de 2022, o Little Big lançou o single Generation Cancellation, como um protesto à guerra.
Em novembro de 2022, o Little Big comunicou em suas redes sociais que, no momento, Sergei Marakov e Anton Lissov não participarão das atividades da banda. Lissov e Marakov permanecem em atividade em sua banda, o Jane Air.

## Discografia
- 2014 – With Russia From Love
- 2015 – Funeral Rave
- 2018 – Antipositive, Pt. 1
- 2018 – Antipositive, Pt. 2